# 李玉剛
 李玉剛 （リー·ユーガン、1978年7月23日‐ ）は、 中国の歌手で、中国歌劇舞劇院の役者。時には舞台で女性の役を演じる。

## 来歴
- 2006年　星光大道という番組で3位を取った
- 2009年　シドニー・オペラハウスで個人コンサートを開く、中国歌劇舞劇院に認定された
- 2010年　東京芸術劇場でコンサートを開く

## 舞台作品
- 2007《凡花無界》
- 2007《芳華絕代》
- 2008 久久合家歓
- 2009《盛世霓裳》
- 2010、2011《鏡花水月》
- 2012《新鏡花水月》
- 2011-2012-2013《四美図》歌舞詩劇
- 2013-2014-2015《新鏡花水月》
- 2015《昭君出塞》
- 2016-2017-2018 李玉剛十年經典
- 2019《昭君出塞》

## ディスコグラフィー
- 2010《新貴妃酔酒》
- 2011《逐夢令》
- 2014《民国旧夢》
- 2014《蓮花》
- 2016《剛好遇見你》